# Fundació d'Investigacions Marxistes
La Fundació d'Investigacions Marxistes (castellà Fundación de Investigaciones Marxistas) és una entitat cultural privada promoguda pel Partit Comunista d'Espanya. Es va constituir en Madrid l'any 1978 i va ser reconeguda per Ordre del Ministeri de Cultura el 21 de juliol de 1980.
L'objecte de la fundació és el de "promoure, impulsar i organitzar estudis, seminaris, debats, biblioteques, centres de documentació, publicacions, ajuda al desenvolupament i, en general, tota classe d'activitats i iniciatives, en l'àmbit de la cultura, les arts, les ciències i la cooperació internacional, inspirant-se en el marxisme com a corrent teòric i política les finalitats de la qual són l'alliberament de l'ésser humà, la solidaritat internacional i la transformació de la societat". També s'encarrega de la custòdia de l'Arxiu Històric del PCE.